# Raszler Károly
Raszler Károly (Nagymaros, 1925. október 7. – Budapest, 2005. március 18.) Kossuth-díjas grafikusművész, művészettörténész, tanszékvezető egyetemi tanár. Édesapja Raszler Mihály, édesanyja Heincz Teréz. Felesége Kismartoni Margit. Gyermekei, Raszler Tibor grafikusművész, tanár és Raszler György grafikusművész, tanár. 

## Életútja
1945-ben deportálták a Szovjetunióba, 1947-ben tért haza. Felsőfokú tanulmányokat a Magyar Iparművészeti Főiskolán (1947-1949) folytatott, ahol Köpeczi Bócz István, Kádár György, Hincz Gyula voltak a mesterei, majd 1949-ben kiküldték a leningrádi  Rjepin Képzőművészeti Akadémiára aspirantúrára, 1953-ban elérte a művészettörténet kandidátusa fokozatot. Leningrádi ösztöndíja idején az orosz avantgárd, Rodcsenko és Tatlin hatott művészetére. A későbbiekben külföldi képzőművészeti tapasztalatcserén járt még Mongóliában (1959), Olaszországban (1968) és Kubában (1969). 1953-tól 1991-ig a Magyar Képzőművészeti Főiskola sokszorosító grafika tanszékén oktatott - kis megszakításokkal - tanszékvezető egyetemi tanári beosztásban.

## Művészete
Grafikai alkotásaihoz témáit az aktuálpolitikai eseményekből (például algériai háború, Szabadság, 1960), történelmi témákból (Dózsa György-féle parasztfelkelés), írók (Nyikolaj Vasziljevics Gogol, Ady Endre, Curzio Malaparte) műveiből és a természetből merítette. Olasz és kubai útjának élményeit sorozatokban örökítette meg. Könyvek illusztrációit is nagy beleérzéssel készítette (1955-1974), végül ez utóbbi műfajt alkotói periodusának második felében igen ritkán művelte, mivel a megrendelések nem egyeztek művészetszemléletével. 1954-től volt kiállító művész, számos egyéni és csoportos kiállításon megmérette magát. A sokszorosító grafika minden területén igen jártas volt, mesterségbeli tudása nem hagyott kívánnivalót maga után, tájképeket, csendéleteket, jeles épületeket és portrékat örökített meg grafikáin, leginkább talán a természet iránti vonzalma volt legerősebb. Számos grafikáját nyomtatásban és diafilmen is közreadták, hogy minél szélesebb közönséghez jusson el.

## Kiállítások (válogatás)[2]

### Egyéni
- 1953 • Fényes Adolf Terem, Budapest Gyenes Tamással
- 1958 • Ernst Múzeum, Budapest (kat.)
- 1959 • Medgyessy Terem, Hódmezővásárhely • Ulánbátor • Mongol útirajzok, Kulturális Kapcsolatok Intézete, Budapest (Dorottya u.) (kat.)
- 1965 • Collegium Hungaricum, Bécs • Haus der Begegnung, Hamburg • Dürer Terem, Budapest
- 1967, 1976, 1980, 1996 • Művelődési Ház, Nagymaros
- 1968 • Internationale Ausstellungszenter, Berlin (kat.)
- 1969 • Múzeum, Havanna
- 1970 • Madách Imre Galéria, Budapest • Művelődési Központ, Vác
- 1971 • Kulturális Kapcsolatok Intézete, Budapest (Dorottya u.)
- 1973 • Nagymarosi rajzok, Helikon Galéria, Budapest (kat.) • Horváth E. Galéria, Balassagyarmat • Görög templom, Vác
- 1974 • József Attila Városi Könyvtár, Miskolc (életmű-kiállítás)
- 1975 • Jósa András Múzeum, Nyíregyháza • Báthory István Múzeum, Nyírbátor • Mátészalka
- 1975 • Művelődési Központ, Oroszlány • Városi Művelődési Központ, Hajdúböszörmény • Helyőrségi Művelődési Központ, Székesfehérvár
- 1981 • Fővárosi Művelődési Ház, Budapest
- 1983 • Dömös Galéria, Dömös
- 1984 • Madách Imre Galéria, Művelődési Ház, Vác (kat.)
- 1985 • Keresztény Múzeum, Esztergom (kat.)
- 1986 • Magyar Kulturális Intézet, Szófia
- 1987 • Kultur Foyer Herblinger Markt, Schaffhausen • Művelődési Központ, Csongrád
- 1989 • Kaesz Gy. Iskolagaléria
- 1995 • Grécs Galéria, Nagymaros.
- 2002 • Virága nincs már, sem gyümölcse (Galéria IX., Budapest)

### Csoportos
- 1959 • Biennálé, Carrara, (Olaszország)
- 1960 • Biennálé, Lugano
- 1963 • Biennálé, Ljubljana
- 1965 • Biennálé, São Paulo
- 1965, 1970 • Intergrafik, Berlin
- 1966 • Kilencek I.; L'Art de Hongrie du Xe au XXe siècles, Párizs
- 1967 • Biennálé, Pozsony
- 1971 • Biennálé, Tokió
- 1997 • Magyar Szalon '97, Műcsarnok, Budapest
- 2005. 09. 20. – 2005. 10. 20. • Kontrasztok • Párizsi Magyar Intézet, Párizs, posztumusz szerepeltek művei a következő magyar grafikusok műveivel együtt: Almásy Aladár, Balla Margit, Eszik Alajos, Gacs Gábor, Hertay Mária, Ferdinánd Judit, Kádár János Miklós, Keresztes Dóra, Kocsis Imre, Molnár Gabriella, Orosz István, Rádóczy Gyarmathy Gábor, Révész Napsugár, Somorjai Kiss Tibor, Sulyok Gabriella, Vagyóczky Károly, Gyarmathy Tihamér.

## Grafikái (válogatás)
- Szabadságot (rézkarc, 1960); Téma: Négerfej vasrácsok mögött, az algériai gyarmati felszabadító háborút szimbolizálja.
- Csendélet (repesztéses vasmaratás, fekete-fehér ; 127x119 mm, 1966) (Téma: Ablak előtt asztalon könyvek, tál gyümölcsökkel. lámpa, váza virágokkal és még néhány tárgy).
- Konyhai csendélet (vasmaratás, fekete-fehér ; 170x120 mm, 1967)(Téma: Konyhasarok tűzhellyel és néhány edénnyel.)
- Fák (rézkarc, fekete-fehér ; 170x145 mm, 1967) (Téma: Lombtalan, göcsörtös fák kusza hálója, a fatörzsek végétől kis kivágásban ábrázolva);
- Lenin (robbantásos vasmaratás, fekete-fehér ; 393x300 mm, 1967) (Lenin portréja háromnegyed profilból);
- Salamon-torony (robbantásos vasmaratás, fekete-fehér ; 298x400 mm; 1967) (Téma: Az előtérben a Duna, mögötte a parti kikötő és a dombon a Salamon-torony.)
- Fák (robbantásos vasmaratás, fekete-fehér ; 176x154 mm, 1969 Téma: Lombtalan görcsös törzsű és ágazatú fák);
- Esztergomi vár (repesztéses eljárás, fekete-fehér ; 395x237 mm, 1970)(Téma: Előtérben a vár stilizált képe, mögötte a Duna és a nagy felhős ég.);
- Kodály - Meghalok, meghalok... (linómetszet, dombornyomás, fekete-fehér ; 318x250 mm; 1970) (Kodály centenáriumi album. Stilizált motívumok között székely fejfa és keresztes lámpa.)
- Tél a Dunán (robbantásos vasmaratás, fekete-fehér ; 305x400 mm, 1970) (Téma: A Balaton víztükre egy kidőlt fával, a túlsó parton dombok.) Lásd még rézkarcban.[3]
- Visegrád (robbantásos vasmaratás, fekete-fehér ; 304x395 mm; 1970) (Téma: A Duna víztükre különböző ráhajló növényekkel. A túlsó parton a visegrádi Várhegy.)
- Az eget verő lángok [Dózsa] (1974);
- Lovak I., II. (1974);
- Malaparte: Kaputt (1976);
- Ágak (1977);
- Napraforgó és madár (1977-1978);
- Ady-improvizáció I-II. (1977-1978);
- Vörös virág (1979).
- Göcsörtös fák (vegyes technika, papír, 43 x 60.5 cm)[4]
- Tűzvirág (1984)

## Könyvillusztrációi (válogatás)
- Jack London: Válogatott elbeszélések, Budapest, 1955
- John Steinbeck: Kedves csirkefogók, Budapest, 1957
- Szabó Dezső: Feltámadás Makucskán, Budapest, 1957
- Alan Paton: Már késő..., Budapest, 1959[5]
- Jesus Lara: Rabszolgák, Budapest, 1962[6]
- Cseres Tibor: Bizonytalan század, Budapest, 1968
- Mark Twain: Élet a Mississippin, Budapest, 1971
- Vámossy Ferenc: Korunk építészete, Budapest, 1974.

## Tudományos tisztség
- Firenzei Akadémia (tiszteletbeli tag, 1964)
- Művészeti Alap képzőművészek és iparművészek szakosztálya (elnök, 1972-78)

## Díjak, elismerések (válogatás)
- Munkácsy Mihály-díj (1955, 1958, 1966)
- Érdemes művész (1970)
- Kossuth-díj (1975)
- SZOT-díj (1980)
- Kiváló művész (1984)

## További irodalom
- Láncz Sándor: Raszler Károly, Budapest, 1983.